# 조중회 묘
조중회 묘는 대한민국 경기도 용인시 처인구 원삼면 학일리에 있는 조선시대의 무덤이다. 1990년 11월 22일 용인시의 향토문화재 제7호로 지정되었다.

## 참고 문헌
- 조중회 묘 - 용인시 문화관광 - 향토유적